# Lijst van schilderijen in het Rijksmuseum Amsterdam/Ka-Km
Lijst van schilderijen in het Rijksmuseum Amsterdam met werken van schilders van wie de achternaam begint met de letters Ka t/m Km. Vermeldingen in het grijs geven aan dat het werk geen deel meer uitmaakt van de collectie van het Rijksmuseum, bijvoorbeeld omdat het in bruikleen gegeven is aan een andere instelling of omdat het teruggegeven is aan de bruikleengever.
| Inventarisnummer | Toeschrijving                                    | Titel | Datering      | Afbeelding |
| ---------------- | ------------------------------------------------ | --- | ------------- | ---------- |
| SK-A-3318        | Adriaen van der Kabel                            | Strand te Katwijk | 1650-1670     |            |
| SK-C-587         | Johan Antoni Kaldenbach                          | De regenten van het Oude Mannen- en Vrouwengasthuis | 1781          |            |
| SK-A-199         | Willem Kalf                                      | Stilleven met zilveren schenkkan | Ca. 1656      |            |
| SK-A-3268        | Harm Kamerlingh Onnes                            | Portret van Frederik Schmidt-Degener | 1936          |            |
| SK-C-1774        | Menso Kamerlingh Onnes                           | Portret van Jenny Kamerlingh Onnes | 1888          |            |
| SK-A-2896        | Menso Kamerlingh Onnes                           | Gele rozen in een karaf | 1896          |            |
| SK-A-837         | Godaert Kamper                                   | Portret van een vrouw | 1656          |            |
| SK-A-4140        | Jan Kamphuysen                                   | Plafondschildering met Hercules-taferelen | 1790-1791     |            |
| SK-A-4141        | Jan Kamphuysen                                   | Plafondschildering met Hercules-taferelen | 1790-1791     |            |
| SK-A-4142        | Jan Kamphuysen                                   | Januari met het teken van de waterman Zie Negen maanden met de tekens van de dierenriem | 1791          |            |
| SK-A-4143        | Jan Kamphuysen                                   | Februari met het teken van de vissen Zie Negen maanden met de tekens van de dierenriem | 1791          |            |
| SK-A-4144        | Jan Kamphuysen                                   | Mei met het teken van de Tweelingen Zie Negen maanden met de tekens van de dierenriem | 1791          |            |
| SK-A-4145        | Jan Kamphuysen                                   | Juni met het teken van de Kreeft Zie Negen maanden met de tekens van de dierenriem | 1791          |            |
| SK-A-4146        | Jan Kamphuysen                                   | Juli met het teken van de Leeuw Zie Negen maanden met de tekens van de dierenriem | 1790-1791     |            |
| SK-A-4147        | Jan Kamphuysen                                   | September met het teken van de Weegschaal Zie Negen maanden met de tekens van de dierenriem | 1790-1791     |            |
| SK-A-4148        | Jan Kamphuysen                                   | Oktober met het teken van de Schorpioen Zie Negen maanden met de tekens van de dierenriem | 1791          |            |
| SK-A-4149        | Jan Kamphuysen                                   | November met het teken van de boogschutter Zie Negen maanden met de tekens van de dierenriem                                                                                                   | 1790-1791     |            |
| SK-A-4150        | Jan Kamphuysen                                   | December met het teken van de steenbok Zie Negen maanden met de tekens van de dierenriem | 1790-1791     |            |
| SK-A-1632        | Jan Kamphuysen                                   | Zelfportret | 1825          |            |
| SK-A-2898        | Eduard Karsen                                    | De Vinkenbuurt bij Amsterdam | 1885-1900     |            |
| SK-A-2899        | Eduard Karsen                                    | Zuiderzee | 1885-1900     |            |
| SK-A-2901        | Eduard Karsen                                    | Huizen aan de Breedstraat in Enkhuizen | 1885-1900     |            |
| SK-A-2902        | Eduard Karsen                                    | Grijze dag | 1885-1900     |            |
| SK-A-2581        | Eduard Karsen                                    | Het Spui te Amsterdam | 1885-1907     |            |
| SK-A-2582        | Eduard Karsen                                    | Dorpshuisjes | 1885-1907     |            |
| SK-A-2897        | Eduard Karsen                                    | Dorpsgezicht | 1885-1907     |            |
| SK-A-2900        | Eduard Karsen                                    | Vaart met zeilende scheepjes | 1885-1912     |            |
| SK-A-2905        | Eduard Karsen                                    | Achterbuurtje | 1885-1922     |            |
| SK-A-2906        | Kaspar Karsen                                    | In het Harzgebergte | 1885-1922     |            |
| SK-A-2985        | Eduard Karsen                                    | Noord-Hollandse boerderij | Ca. 1890-1899 |            |
| SK-A-2903        | Eduard Karsen                                    | Boerenhofstede | 1890-1900     |            |
| SK-C-159         | Kaspar Karsen                                    | De binnenplaats van de oude beurs in Amsterdam | 1836          |            |
| SK-A-3129        | Kaspar Karsen                                    | Rijn-fantasie | 1840-1870     |            |
| SK-A-3243        | Kaspar Karsen                                    | Stadsgezicht | 1840-1880     |            |
| SK-A-2233        | Kaspar Karsen                                    | Gefantaseerd gezicht in een stad aan een rivier met de Dom te Aken | 1846          |            |
| SK-A-1057        | Herman Frederik Willem ten Kate                  | Wachtkamer met soldaten | 1865-1867     |            |
| SK-C-1643        | Mari ten Kate                                    | Uitreiking van het Lombokkruis door Koningin Wilhelmina op het Malieveld in Den Haag, 6 juli 1895                                                                                              | 1895          |            |
| RP-T-1921-488    | Atelier van Kawahara Keiga                       | Gezicht op Deshima | 1833-1836     |            |
| SK-A-1215        | Johann Heinrich Keller (II)                      | Vijf musicerende kinderen | 1753          |            |
| SK-A-4903        | Maurits van den Kerkhoff                         | Indisch landschap | 1858-1900     |            |
| SK-A-4685        | (B.?) van Kessel                                 | Allegorie op de vrede | 1700-1725     |            |
| SK-A-793         | Jan van Kessel (I)                               | Insecten en vruchten | 1641-1679     |            |
| SK-A-200         | Jan van Kessel (1641-1680)                       | Bosgezicht | 1660-1680     |            |
| SK-A-696         | Jan van Kessel (1641-1680)                       | Een waterval | 1660-1680     |            |
| SK-A-2506        | Jan van Kessel (1641-1680)                       | De Heiligewegspoort te Amsterdam in de winter | 1660-1680     |            |
| SK-A-4046        | Cornelis Ketel                                   | Portret van Adam Wachendorff, met een bellenblazende putto | 1574          |            |
| SK-A-244         | Cornelis Ketel                                   | Portret van Paulus van Vianen | Ca. 1575-1613 |            |
| SK-C-378         | Cornelis Ketel                                   | Het korporaalschap van kapitein Dirck Jacobsz. Rosecrans en luitenant Pauw | 1588          |            |
| SK-A-3462        | Cornelis Ketel                                   | Portret van Dirck Barendsz. | 1590          |            |
| SK-C-1148        | Cornelis Ketel                                   | Portret van Jacob Cornelisz. Banjaert, genaamd van Neck | 1605          |            |
| SK-A-3121        | Cornelis Ketel                                   | Portret van Jacob Cornelisz. Banjaert, genaamd van Neck | 1605          |            |
| SK-C-1149        | Cornelis Ketel                                   | Portret van Griete Jacobsdr. van Rhijn | 1605          |            |
| SK-A-3122        | Cornelis Ketel                                   | Portret van Griete Jacobsdr. van Rhijn | 1605          |            |
| SK-C-425         | Toegeschreven aan Cornelis Ketel                 | Het korporaalschap van kapitein Dirk Jacobsz. Rosecrans en luitenant Ruysch | 1584          |            |
| SK-A-644         | Gerardus Laurentius Keultjens                    | De heilige Petrus | 1816          |            |
| SK-A-1376        | Gerardus Laurentius Keultjens                    | De aanval van het verenigd Engels-Nederlands eskader op Algiers, 1816 | 1817          |            |
| SK-A-3228        | Hendrik Keun                                     | Gezicht op de Houtmarkt te Amsterdam | 1760-1787     |            |
| SK-C-119         | Hendrik Keun                                     | Gezicht op de Keizersgracht bij het Molenpad in Amsterdam | 1765-1785     |            |
| SK-A-3831        | Hendrik Keun                                     | De tuin en het koetshuis van Keizersgracht 524 in Amsterdam | 1772          |            |
| SK-A-2247        | Hendrik Keun                                     | Gezicht op de Herengracht bij de Leidsestraat te Amsterdam | 1774          |            |
| SK-A-2681        | Toegeschreven aan Hendrik Keun                   | Gezicht op de Houtmarkt te Amsterdam | 1760-1787     |            |
| SK-A-4919        | Kerstiaen de Keuninck                            | Landschap met de bekering van Saul | 1600-1625     |            |
| SK-C-1588        | Toegeschreven aan Kerstiaen de Keuninck          | Landschap met Tobias en de Engel | 1615-1625     |            |
| SK-A-4872        | Toegeschreven aan Kerstiaen de Keuninck          | Landschap met Tobias en de Engel | 1615-1625     |            |
| SK-A-2271        | Hein Kever                                       | Gezicht in een binnenhuis met boerin en kind | 1880-1907     |            |
| SK-A-2908        | Hein Kever                                       | Kinderen met een prentenboek | 1880-1910     |            |
| SK-A-2907        | Hein Kever                                       | De aardappelschilster | 1880-1922     |            |
| SK-A-3319        | Hein Kever                                       | Aardappelrooien | 1880-1922     |            |
| SK-A-3148        | Adriaen Thomasz. Key                             | Portret van Willem I, prins van Oranje | Ca. 1579      |            |
| SK-A-1700        | Adriaen Thomasz. Key                             | Portret van een man | 1581          |            |
| SK-A-514         | Adriaen Thomasz. Key                             | Portretten van Jacob Bas Claesz. en Grietje Pietersdr. Codde | 1586          |            |
| SK-A-515         | Adriaen Thomasz. Key                             | Portretten van Jacob Bas Claesz. en Grietje Pietersdr. Codde | 1586          |            |
| SK-A-18          | Naar Willem Key                                  | Portret van Ferdinand Alvarez de Toledo, hertog van Alva | 1550-1650     |            |
| SK-C-290         | Nicaise De Keyser                                | Eberhard, hertog van Würtemberg als pelgrim in het Heilige Land | 1846          |            |
| SK-A-2863        | Nicaise De Keyser                                | De laatste wilsbeschikking van koning Willem II | 1850-1887     |            |
| SK-A-1545        | Thomas de Keyser                                 | Portret van drie kinderen en een man | 1622          |            |
| SK-C-1142        | Thomas de Keyser                                 | Groepsportret van een onbekend college | Ca. 1625-1630 |            |
| SK-A-4236        | Thomas de Keyser                                 | Groepsportret van een onbekend college | Ca. 1625-1630 |            |
| SK-A-4850        | Thomas de Keyser                                 | Groepsportret van drie broers | Ca. 1627-1632 |            |
| SK-C-567         | Thomas de Keyser                                 | Portret van een man | 1630-1667     |            |
| SK-C-568         | Thomas de Keyser                                 | Portret van Huych Jansz. van Crayesteyn | 1631          |            |
| SK-C-381         | Thomas de Keyser                                 | De compagnie van kapitein Allaert Cloeck en luitenant Lucas Jacobsz. Rotgans | 1632          |            |
| SK-C-380         | Thomas de Keyser                                 | Schutters van de compagnie van kapitein Jacob de Vries | 1633          |            |
| SK-A-697         | Thomas de Keyser                                 | Pieter Schout te paard | 1660          |            |
| SK-A-3493        | School van Thomas de Keyser                      | Portret van een man | 1630-1650     |            |
| SK-A-5042        | Fernand Khnopff                                  | Portret van Augustinus Gerardus Hubertus van Rijckevorsel Zie Portretten van Augustinus Gerardus Hubertus van Rijckevorsel en jkvr. Maria Francisca Louisa Dommer van Poldersveldt             | 1888          |            |
| SK-A-5043        | Fernand Khnopff                                  | Portret van jonkvrouwe Maria Francisca Louisa Dommer van Poldersveldt Zie Portretten van Augustinus Gerardus Hubertus van Rijckevorsel en jkvr. Maria Francisca Louisa Dommer van Poldersveldt | 1888          |            |
| SK-A-2841        | Simon Kick                                       | Portret van een oude man | 1639          |            |
| SK-A-2356        | Jan Kieft                                        | Portret van Gijsbertus Martinus Cort Heyligers | 1831          |            |
| SK-A-4966        | Reimond Kimpe                                    | Verwoest stadhuis van Middelburg | 1940          |            |
| SK-A-645         | Pieter Rudolph Kleijn                            | Gezicht op de vlakte van Montmorency bij Saint-Leu-la-Forêt | 1808          |            |
| SK-A-646         | Pieter Rudolph Kleijn                            | De ingang van het park van Saint-Cloud in Parijs | 1809          |            |
| SK-A-647         | Pieter Rudolph Kleijn                            | De Aqua Cetosa bij Rome | 1810          |            |
| SK-A-4906        | Jan Kleintjes                                    | De theeonderneming Parakan-Salak | 1913          |            |
| SK-A-4087        | Willem de Klerk                                  | Gezicht op de koffieplantage Meerzorg aan het Taparoepikanaal in Suriname? | 1829-1876     |            |
| SK-A-1175        | Karel Klinkenberg                                | De Markt te Nijmegen | 1875-1877     |            |
| SK-A-2383        | Karel Klinkenberg                                | Het stadhuis in Den Haag | Ca. 1875-1907 |            |
| SK-A-3521        | Johann Bernhard Klombeck en Eugène Verboeckhoven | Winters bosgezicht | 1863          |            |
| SK-C-161         | Albert Klomp                                     | Twee landschappen met vee | 1640-1688     |            |
| SK-C-162         | Albert Klomp                                     | Twee landschappen met vee | 1640-1688     |            |
| SK-A-4842        | Pieter Lodewijk Francisco Kluyver                | Vergezicht met dorpje | 1840-1900     |            |